# فيرتنغن
فيرتنغن (بالألمانية: Wertingen) هي بلدة ألمانية تقع في Dillingen في ألمانيا.

## المدن التوأمة
مدينة Fère-en-Tardenois هي مدينة توأمة لفيرتنغن.